# Oonops balanus
Oonops balanus är en spindelart som beskrevs av Arthur M. Chickering 1971. Oonops balanus ingår i släktet Oonops och familjen dansspindlar. Inga underarter finns listade i Catalogue of Life.